# Henri Gance
Henri Gance est un haltérophile français, né le 17 mars 1888 à Paris 3e et mort le 29 novembre 1953 dans le 13e arrondissement de Paris,. Il a été champion olympique en 1920 à Anvers. 

## Palmarès

### Jeux olympiques
- Jeux olympiques de 1920 à Anvers (Belgique) :
  -  Médaille d'or en -75 kg.